# Sylvain Polo
Pas d'image ? Cliquez ici
Sylvain Polo est un pilote de rallye automobile, né le 14 juillet 1961 à Briey (Meurthe-et-Moselle).

## Biographie
Il commence la compétition automobile en 1984 en participant au volant Elf, mais il perd en finale face à Érik Comas.
Il s'oriente vers le rallye fin 1985 en prenant le départ du Rallye du Var avec une auto de location, et remporte sa classe. De là il continue son aventure en rallye en formule de promotion, avec le Challenge Renault Diac (sur une Renault 5 GT Turbo), qu'il gagne en 1989.
Sylvain est donc pilote officiel Renault en 1990 au côté de Jean Ragnotti, et migre vers Citroën en 1991... mais se retrouve sans volant en 1992.
Il rebondit en 1993 avec une Lancia Delta, et remporte sa première victoire en Championnat de France des rallyes au Rallye du Touquet, ce qui le relance pour disputer le championnat 1994 avec une Ford Escort RS Cosworth. Avec cette auto il signe deux victoires et termine vice-champion, après une lutte à trois face à Patrick Bernardini et François Chatriot. Hélas, faute de budget, il ne court que rarement et dans de mauvaises conditions en 1995.
En 1996 et 1997, avec pour ouvreur Patrice Fabre, il se retrouve avec la Renault Maxi Megane de l'écurie Gam en Championnat de France des rallyes 2e Division. Malgré la ténacité de Hugues Delage, Sylvain Polo remporte le championnat 96, et il domine outrageusement l'édition 1997 (rallye des Monts Dôme, ..). En fin de saison il remporte parallèlement le Rallye d'Antibes.
Avec l'arrêt de l'écurie Gam et la fin du championnat "2e div", Sylvain se retrouve encore sans volant en 1998, et ne retrouve la compétition qu'au Rallye du Touquet 1999 avec une Subaru Impreza WRC initialement prévue pour Mark Champeau. Il est l'auteur de la meilleure performance du rallye et domine l'épreuve avant de sortir de la route.
De 2000 à 2003 Sylvain Polo roule dans le nord de la France pour quelques épreuves grâce à l'appui d'un sponsor local. Il remporte les rallyes les plus "côtés" de la région, avant de raccrocher son casque.

## Palmarès
- 2000 à 2003 : plusieurs victoires dans le nord de la France avec une Ford Escort RS Cosworth;
- 1999 : Rallye du Touquet avec une Subaru Impreza WRC;
- 1997 : Champion de France des rallyes 2e Division avec une Renault Maxi Megane;
- 1996 : Champion de France des rallyes 2e Division avec une Renault Maxi Megane;
- 1994 : vice-champion de France des rallyes sur Ford Escort RS Cosworth;
  - 1993 : 3e du Championnat de France des rallyes sur Lancia Delta;
  - 1991 : pilote officiel Citroën en Championnat de France des rallyes;
  - 1990 : pilote officiel Renault en Championnat de France des rallyes;
- 1989 : Vainqueur de la Coupe Renault 5 GT Turbo.